# Karl Huth (Parteifunktionär)
Karl Huth (* 27. Juli 1894 in Frankenhausen; † 8. Oktober 1957 in Berlin) war ein deutscher Buchdrucker und Verleger.
Bis 1933 war er Geschäftsführer verschiedener Verlage und Zeitungen der Kommunistischen Partei Deutschlands (KPD), wurde in der Zeit des Nationalsozialismus politisch verfolgt und später Mitgründer und Geschäftsführer der Zentralen Druckerei-, Einkaufs- und Revisionsgesellschaft (Zentrag), die das Verlagswesen in der Deutschen Demokratischen Republik (DDR) dominierte.

## Leben

### Verlagsleiter für die KPD
Huth, Sohn eines Weißgerbers, besuchte bis 1909 die Knabenbürgerschule Frankenhausen und erlernte bis 1912 den Beruf des Schriftsetzers. 1911 trat er in den Verband Deutscher Buchdrucker und 1912 in die Sozialdemokratische Partei Deutschlands (SPD) ein. 1913/14 begab er sich auf Wanderschaft und war unter anderem als Buchdrucker in Hannover tätig.
Im Oktober 1914 wurde Huth eingezogen und kämpfte als Unteroffizier im Ersten Weltkrieg. 1917 erhielt er das Eiserne Kreuz. 1918 wurde er demobilisiert und kehrte nach Frankenhausen zurück. Während der Novemberrevolution 1918/19 verließ er die SPD und wurde im Januar 1920 Mitglied der KPD.
Im selben Jahr begann Huth, hauptamtlich für die KPD zu arbeiten. Von 1920 bis 1922 war er Betriebsleiter der „Genossenschaft Braunschweig“ und dann bis 1925 Geschäftsführer der von der KPD herausgegeben Niedersächsischen Arbeiterzeitung. Von 1925 bis 1933 war er Geschäftsführer der KPD-Zeitung Ruhrecho in Essen. 1927 legte er die Meisterprüfung als Buchdrucker ab.
Von 1928 bis 1930 reiste Huth im Auftrag der KPD mehrfach in die Schweiz und die Niederlande und knüpfte Kontakte zu dortigen Kommunisten. Nach der Machtübernahme der Nationalsozialisten wurde im März 1933 jede kommunistische Betätigung in Deutschland verboten. Wie tausende andere Funktionäre und Mitarbeiter der KPD wurde Huth festgenommen und unter dem Vorwurf der „Vorbereitung zum Hochverrat“ bis Oktober 1934 in Bochum inhaftiert. Nach seiner Freilassung musste er sich regelmäßig bei der Polizei melden und wurde überwacht. Bis zum Ende des Zweiten Weltkriegs zog er häufig um und war zeitweise in Leipzig, Hannover und Altenburg als Buchdrucker tätig.

### Funktionär in der frühen DDR
Nach dem Ende des Zweiten Weltkriegs kehrte Huth nach Altenburg zurück und leitete bis 1946 die Druckerei der thüringischen SPD. Er erneuerte seine Mitgliedschaft in der KPD und wurde nach der Zwangsvereinigung von KPD und SPD in der Sowjetisch besetzten Zone Deutschlands 1946 Mitglied der Sozialistischen Einheitspartei Deutschlands (SED).

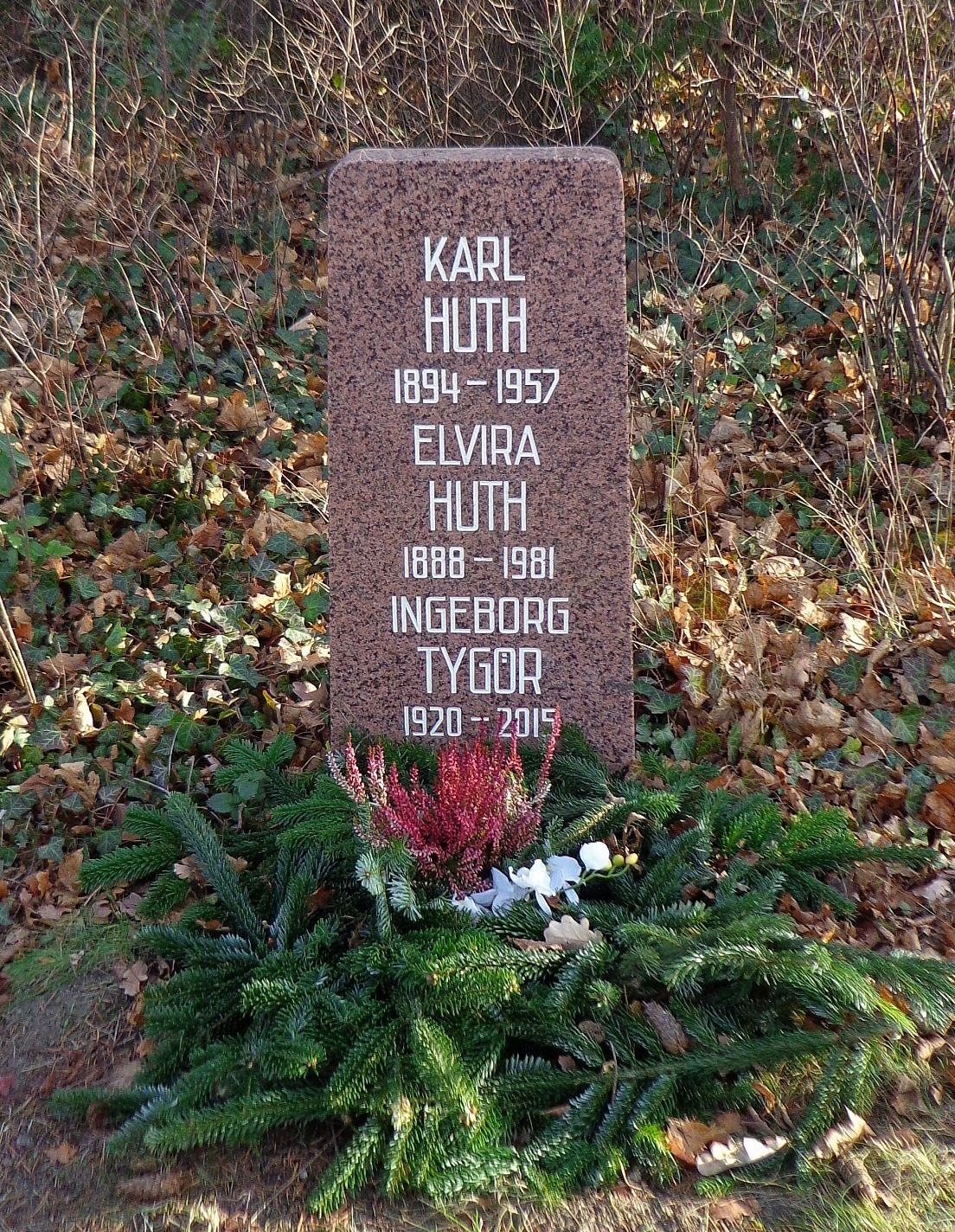
Grabstätte

Ab August 1945 leitete Huth zusätzlich die Abteilung Druck und Verlage beim Zentralkomitee (ZK) der KPD. Nach Bildung der SED war er maßgeblich an der Gründung der Zentralen Druckerei-, Einkaufs- und Revisionsgesellschaft mbH (Zentrag) beteiligt, die das Verlagswesen in der DDR jahrzehntelang dominierte und direkt dem ZK der SED unterstand. Bis 1947 baute Huth die Druckerei der Tageszeitung Neues Deutschland, des Zentralorgans der SED, in Ostberlin mit auf.
1947 reiste Huth im Auftrag der SED nach Österreich und übernahm ab 1949 „Sonderaufgaben“ im Verlagswesen der DDR. Bis Februar 1951 war er Leiter der Phönix-Druckerei in Ostberlin. 1957 reiste er zu einer Genesungskur in die Sowjetunion, verstarb jedoch im selben Jahr.
Seine Urne wurde in der Gräberanlage „Pergolenweg“ des Berliner Zentralfriedhofs Friedrichsfelde beigesetzt.